# Neoharpyia
Genre
Le genre Neoharpyia regroupe des lépidoptères (papillons) de nuit de la famille des Notodontidae.

## Liste des espèces
- Neoharpyia verbasci (Fabricius, 1798) — Bombyx de la molène.
- Neoharpyia pulcherrima (Brandt, 1938).